# ジョン・クライトン (第3代アーン伯爵)

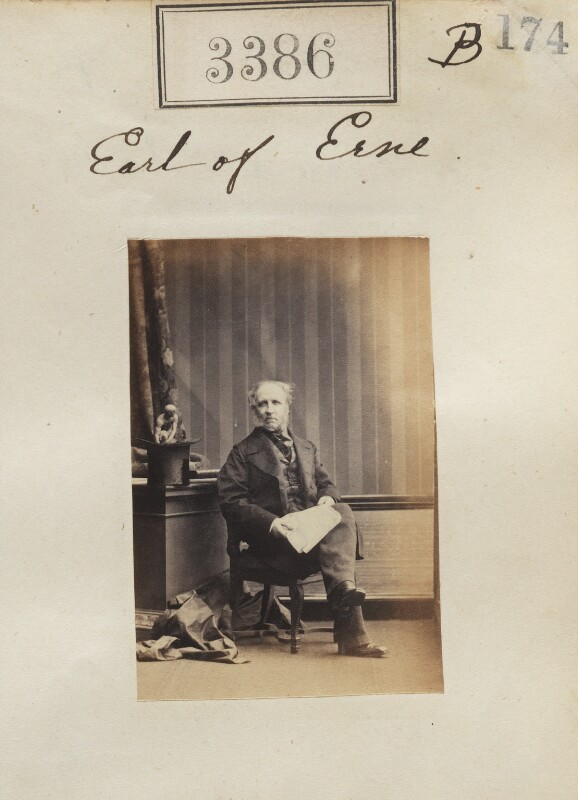
カミーユ・シルヴィによる肖像写真、1861年4月30日撮影。

第3代アーン伯爵ジョン・クライトン（英語: John Crichton, 3rd Earl Erne KP、1802年7月30日 – 1885年10月3日）は、イギリスの貴族、政治家。保守党に所属し、1845年から1885年までアイルランド貴族代表議員を務めた。政治家としては穀物法廃止やアイルランド国教会廃止に反対した。地主として領地改良に努め、農業改革を支持した。

## 生涯

### 生い立ち
ジョン・クライトン閣下（1772年 – 1833年5月10日、初代アーン伯爵ジョン・クライトンの次男）と妻ジェーン（Jane、旧姓ウェルドン（Weldon）、1849年没、ウォルター・ウェルドンの娘）の息子として、1802年7月30日にダブリンで生まれた。

### 領地管理
伯父アブラハムは精神疾患を患って長年幽閉生活を送っており、1828年に祖父が死去するとアイルランドでの領地を譲られた。領地の内訳はドニゴール県4,826エーカー、メイヨー県2,184エーカー、スライゴ県1,996エーカーだったが、後に母から継承した領地と合わせてファーマナ県での領地購入を繰り返し（合計で93,108ポンドかかったという）、1876年時点で領地の内訳がファーマナ県31,389エーカー、ドニゴール県4,826エーカー、メイヨー県2,184エーカー、スライゴ県1,966エーカーになり、合計で年収23,804ポンド相当だった。領地の面積は1883年時点でも同じであり、年収も23,850ポンドとほとんど同じだった。
1827年にファーマナ県長官を、1831年にドニゴール県長官を務めた。1838年にファーマナ民兵隊隊長に就任した。1840年4月にファーマナ統監に任命され、1885年に死去するまで務めた。
領地では1832年から1837年にかけてネオゴシック様式のクロム城（エドワード・ブロア設計）を建て、大火事の被害を受けた後の1841年から1843年にかけて再建した。1843年にアーン湖航行委員会（Lough Erne Navigation Committee）の委員を務め、アーン湖における航行の改善に努めた。1854年にはファーマナ・アンド・エニスキレン鉄道会社（Fermanagh and Enniskillen Railway Company）に10万ポンド出資して会長になり、1859年2月15日にモナハン県カースルブレイニー＝ファーマナ県エニスキレン間の鉄道を開通させた。
1830年代より領地での農業改良を奨励し、スコットランドから農学者アンドルー・メア（Andrew Mair）とウィリアム・ミルン（William Milne）を招いて借地人に輪作と家畜の屋内飼育について教えたほか、排水設備の建設や埋め立てといった領地改良に奨励金を与え、1839年にはファーマナ県リズナスキーで農業博物館を開設した。また、アルコール依存問題への対処として領地でコーヒーハウスを開設した。
不作の時期には地代を減額したが、一方で投票指示に従わなかった借地人には地代減額を与えなかった。ジャガイモ飢饉ではアルスター運河経由で食料を輸入し、カースル・クールでは率先して救貧連合に寄付、リズナスキーでは救貧法委員会の会長を務めた。1879年アイルランド飢饉では貧しい住民に食料、衣服、燃料を配り、排水設備の建設計画を推進したが、メイヨー県での領地における代表として雇用したチャールズ・ボイコットが排斥運動の標的にされたため、後に態度を硬化させた。
『アイルランド人名事典』は第3代アーン伯爵を地主パターナリズムの好例として評し、領民への責務を全うし、最後まで農業改革を支持したものの、一方でアーン伯爵の改革によりその権威の源である封建的制度が揺るがされることとなった。

### 政治家として
1842年6月10日に伯父アブラハムが死去すると、アーン伯爵位を継承した。爵位継承を機に姓の綴りをCreightonからCrichtonに改め（読みは同じ）、爵位名も正式名称のEarl ErneではなくEarl of Erneと自称するようになった。伯父からの爵位継承だったが、1842年8月22日には弟たちや姉妹が伯爵の子女としての称号や儀礼席次での順位を与えられた。
1845年7月24日にアイルランド貴族代表議員に選出され、1885年に死去するまで務めた。貴族院では保守党に属し、メイヌース大学への助成金や穀物法廃止に反対して首相サー・ロバート・ピールと対立した。アイルランド国教会を強く支持し、1859年ごろにファーマナ・プロテスタント・オーファン・ソサエティ（Fermanagh Protestant Orphan Society）を設立して孤児養育に関わったほか、1868年に長男ジョン・ヘンリーとともにアイルランド国教会廃止への反対運動を展開した。
1868年11月17日、聖パトリック勲章を授与された。1876年1月13日、連合王国貴族であるファーマナ県におけるリズナスキーのファーマナ男爵に叙された。

### 死去
1885年10月3日、腎臓の病気によりクロム城で死去、クロム（Crom）で埋葬された。長男ジョン・ヘンリーが爵位を継承した。

## 家族
1837年7月6日、セリナ・グリゼルダ・ベレスフォード（Selina Griselda Beresford、1804年12月 – 1884年9月6日、チャールズ・コブ・ベレスフォードの娘）と結婚、3男1女をもうけた。
- ルイーザ・アン・キャサリン（1838年5月27日 – 1866年8月29日） - 生涯未婚[9]
- ジョン・ヘンリー（英語版）（1839年10月16日 – 1914年12月2日） - 第4代アーン伯爵[1]
- チャールズ・フレデリック（1841年11月5日 – 1918年8月20日） - 1873年1月2日、マデリーン・テイラー（Madeline Taylour、1876年1月27日没、第3代ヘッドフォート侯爵トマス・テイラー（英語版）の娘）と結婚、子供あり[9]
- ヘンリー・ジョージ・ルイス（1844年4月7日 – 1922年5月10日） - 陸軍軍人。1869年8月17日、レティシア・グレース・コール＝ハミルトン（Letitia Grace Cole-Hamilton、1888年1月13日没、アーサー・ウィロビー・コール＝ハミルトンの娘）と結婚、子供あり。1890年1月29日、ジェーン・エマ・ベアリング（Jane Emma Baring、1936年1月17日没、初代ノースブルック伯爵トマス・ベアリングの娘）と再婚[9]